# 5187 Domon
5187 Domon eller 1990 TK1 är en asteroid i huvudbältet som upptäcktes den 15 oktober 1990 av de båda japanska astronomerna Kazuro Watanabe och Kin Endate vid Kitami-observatoriet. Den är uppkallad efter den japanske fotografen Ken Domon.
Asteroiden har en diameter på ungefär 8 kilometer och den tillhör asteroidgruppen Koronis.